# Kamil Šaško
Kamil Šaško (* 5. listopadu 1985 Poprad) je slovenský investiční bankéř a politik, od října 2024 ministr zdravotnictví SR v čtvrté vládě Roberta Fica. Před jmenováním do funkce ministra zdravotnictví působil na ministerstvu hospodářství SR jako státní tajemník.

## Životopis
Kamil Šaško se narodil 5. listopadu 1985 v Popradu. Vystudoval ve Spojeném království bakalářský obor aplikovaná věda a řízení podniku se zaměřením na matematiku na University of Sussex a magisterský obor Finance – investiční bankovnictví na London School of Business and Finance, kde získal titul Master of Science.
V roce 2013 pracoval jako správce portfolia v Otto Money v Londýně, poté jako soukromý bankéř v Tatra bance v Bratislavě. V letech 2014 – 2015 působil na Ministerstvu financí SR jako generální státní poradce v oblasti finančního trhu.
V letech 2015 – 2020 působil jako finanční atašé Stálého zastoupení SR v Evropské unii v Bruselu a v letech 2017 – 2020 jako finanční poradce v rámci Rady EU v Bruselu. V letech 2016 – 2020 byl předsedou pracovních skupin Rady EU a členem Centra pro finanční inovace Rady EU. Od roku 2020 pracoval v Národní bance Slovenska jako expert pro regulaci a dohled.

### Politická kariéra
V parlamentních volbách v roce 2023 kandidoval z 20. místa kandidátky HLASu-SD a se ziskem 1409 preferenčních hlasů získal mandát poslance Národní rady Slovenské republiky. 25. října 2023 byl na prvním zasedání čtvrté vlády R. Fica jmenován státním tajemníkem Ministerstva hospodářství SR. Na tomto postu působil až do 9. října 2024, kdy ho vláda odvolala, aby mohl nahradit ministryni zdravotnictví Zuzanu Dolinkovou. Do funkce ministra zdravotnictví byl jmenován prezidentem Peterem Pellegrinim 10. října 2024.
V roce 2025 se jej neúspěšně pokusili odvolat opoziční poslanci v souvislosti s výběrovým řízením na provozovatele záchranných vozů.